# YouTrack
YouTrack [ju:træk] — коммерческая система отслеживания ошибок, программное обеспечение для управления проектами, разработанное компанией JetBrains. YouTrack поддерживает поисковые запросы, автодополнение, манипуляцию с наборами задач, настройку набора атрибутов задачи, создание пользовательских рабочих процессов и реализует подход, основанный на преимущественном использовании клавиатуры.

## Архитектура
YouTrack был разработан в соответствии с парадигмой языково-ориентированного программирования, использует JavaScript и Kotlin. Система использует встроенную базу данных Xodus для записи и хранения данных. Для удалённых вызовов процедур использует REST-стиль.

## Интеграция со сторонним ПО
Стандартные интеграции YouTrack включают импорт из Jira, интеграции с электронными почтовыми ящиками, c Zendesk, единую рабочую среду с Upsource и TeamCity, а также встроенную интеграцию с системами контроля версий GitHub, BitBucket и GitLab.
Благодаря интеграции с TeamCity и Upsource осуществляются подключения к другим VCS: через TeamCity доступны репозитории ClearCase, CVS, Git, Mercurial, Perforce, SourceGear Vault, StarTeam, Subversion, Team Foundation Server и Visual SourceSafe, а Upsource предоставляет подключения к Git, Mercurial, Perforce и Subversion.
YouTrack поддерживает интеграцию с несколькими популярными системами управления тестами: PractiTest, TestLink, TestLodge, TestRail.
Существует возможность подключить сервер YouTrack к рабочему пространству Slack.
Интеграция с Confluence выполняется путем добавления макроса, позволяющего вставлять динамические ссылки на задачи в YouTrack и отчеты.
YouTrack поддерживает интеграцию с IDE от JetBrains: IntelliJ IDEA, PhpStorm, WebStorm, PyCharm, RubyMine, CLion, Rider, GoLand и AppCode.
Импорт проектов в YouTrack возможен из Jira, файла CSV, Bugzilla, FogBugz, GitHub, MantisBT, Redmine, Trac или другого YouTrack-сервера. YouTrack предоставляет библиотеку, написанную на языке Python для импорта задач, созданных в иных системах отслеживания ошибок.
Настройки соответствующих модулей аутентификации позволяют пользователям осуществлять вход в YouTrack с помощью учетных данных Google, GitHub, GitLab, Bitbucket Cloud, Active Directory, Yahoo, AOL, OpenID, LDAP и Jira.

## Пользовательский интерфейс
Пользовательский интерфейс YouTrack основан на технологии AJAX и позволяет производить управление как с помощью клавиатуры, так и с помощью мыши. Поиск задач осуществляется с помощью поисковых запросов, выполняемых в единой строке поиска.

## Поддерживаемые языки
YouTrack доступен на английском, французском, немецком, русском, японском и испанском языках. Кроме того, доступны локализации на дополнительные языки, поддерживаемые сообществом пользователей.

## Системные требования и варианты распространения
YouTrack является кроссплатформенным программным обеспечением и работает в любых операционных системах, поддерживающих платформу Java, включая Microsoft Windows, Linux (*nix), Mac OS X и Solaris.
Имеются две версии YouTrack: Standalone и InCloud. Для Standalone версии доступны четыре варианта распространения. Web-архив (.war) может быть запущен в любом контейнере сервлетов (Tomcat, Jetty и т. д.); исполняемый Jar-архив (.jar) готов к запуску и не требует каких-либо действий по установке и настройке; установщик Windows (.exe) устанавливает и настраивает JRE и сервер приложений Tomcat с развернутым в нем веб-архивом YouTrack; также доступен Docker-контейнер.

## YouTrack REST API
YouTrack REST API позволяет разработчикам производить различные действия программно, в том числе:
- импорт существующих проектов и задач из других систем отслеживания ошибок;
- создание, изменение, получение всех атрибутов задач;
- управление проектами, пользователями, группами и ролями. Для этого через Hub REST API используется Hub — система управления пользователями и разрешениями от JetBrains. Начиная с версии 6.0 YouTrack поставляется со встроенным Hub.

## Лицензия
JetBrains предлагает YouTrack в версиях Cloud и Server.
Облачная версия программного обеспечения как услуги (SaaS) называется YouTrack Cloud. В версии Cloud доступ до 10 пользователя бесплатен навсегда, с ежегодной или ежемесячной платой за каждого дополнительного пользователя, с нарастающей скидкой при увеличении числа пользователей в подписке.
Версия Server бесплатная для 1-10 пользователей, с коммерческими лицензиями в нескольких вариантах, различающимися количеством поддерживаемых пользователей, которые могут работать с системой, с включенными бесплатными обновлениями и технической поддержкой в течение года.
JetBrains предоставляет YouTrack для бесплатного использования разработчикам проектов с открытым исходным кодом и для обучения, а также со скидкой 50% для стартапов.